# ATP Challenger Berkeley
Der ATP Challenger Berkeley (offiziell: Berkeley Challenger) war ein Tennisturnier, das von 1982 bis 1986 dreimal in Berkeley, den Vereinigten Staaten, stattfand. Es gehörte zur ATP Challenger Tour und wurde im Freien auf Hartplatz gespielt.

## Liste der Sieger

### Einzel
| Jahr                         | Sieger        | Finalgegner  | Ergebnis |
| ---------------------------- | ------------- | ------------ | -------- |
| 1986                         | Brad Pearce   | Mike Bauer   | 6:1, 6:1 |
| 1985                         | Eddie Edwards | Todd Witsken | 6:3, 6:4 |
| 1983–1984: nicht ausgetragen |               |              |          |
| 1982                         | Scott McCain  | David Pate   | 6:3, 7:5 |

### Doppel
| Jahr                         | Sieger                            | Finalgegner                | Ergebnis      |
| ---------------------------- | --------------------------------- | -------------------------- | ------------- |
| 1986                         | Randy Nixon Peter Wright          | Mike Bauer Charles Strode  | 6:4, 6:3      |
| 1985                         | Glenn Layendecker Glenn Michibata | Matt Doyle John Mattke     | 6:4, 6:7, 7:5 |
| 1983–1984: nicht ausgetragen |                                   |                            |               |
| 1982                         | Lloyd Bourne Matt Mitchell        | Billy Martin Bruce Nichols | 6:4, 6:4      |